# Aphyllon
Aphyllon é um género botânico pertencente à família Orobanchaceae.